# Antonia
Pevnost Antonia (též Antoniova pevnost) byla kasárna postavená Herodem Velikým v Jeruzalémě na místě dřívějších ptolemaiovských a hasmoneovských tvrzí. Pojmenována byla po Herodově ochránci, Marku Antoniovi, a nacházela se při východním konci městské hradby (druhé zdi), v severovýchodní části města, poblíž Chrámové hory a rybníka Bethesda.

## Popis
Mnohé moderní rekonstrukce znázorňují pevnost s věží v každém ze čtyř rohů, ale někteří archeologové (například Pierre Benoit, bývalý profesor novozákonních studií na École Biblique) se domnívají, že celá pevnost byla jedinou věží, jež se nacházela na jihovýchodě lokality.
Soudobý dějepisec Josef Flavius opakovaně mluví o celé pevnosti jako o Antoniově věži a tvrdí, že ji postavil Jan Hyrkanos pro liturgické oděvy., ovšem také uvádí, že pevnost připomínala věž, která měla ve svých rozích věže, přičemž nejvyšší z nich byla jihovýchodní, jež shlížela na celý Chrám. Podle Josefa Flavia se Antonia nacházela v severozápadních rohu kolonád, které obklopovaly Chrám. Moderní popisy často zobrazují Antonii umístěnou na severní straně v rámci chrámového komplexu, ovšem z Josefova popisu obléhání Jeruzaléma se zdá, že ležela odděleně od chrámového komplexu a byla s ním spojena dvěma kolonádami ležícími blízko u sebe. Podle Josefova měření by vzdálenost od chrámového komplexu měla být zhruba šest set stop.
Před první židovskou válkou byla v Antonii pevnosti ubytována část jeruzalémské římské posádky. Římané v pevnosti také uchovávali efod.
Pevnost Antonia byla zničena v roce 70 našeho letopočtu Titovou armádou během obléhání Jeruzaléma. Titus pevnost dobyl, aby mohl zaútočit na chrámový komplex. Nechal ji srovnat se zemí, aby přes ni mohl dopravovat dobývací materiál k chrámu.